# イロクォイ級ミサイル駆逐艦
イロクォイ級駆逐艦（イロクォイきゅうくちくかん、英語: Iroquois-class destroyers）は、カナダ海軍の駆逐艦の艦級。艦名に世界各地の部族（tribe）の名を用いていることからトライバル級（英: Tribal-class）とも称される。当初はヘリコプター駆逐艦（DDH）として建造されたが、1980年代末からのTRUMP改修によって装備を一新し、防空艦としての能力も具備するようになった。

## 来歴
カナダ海軍では、1940年代末より大型水上戦闘艦の独自設計に着手し、まずイギリス海軍のホイットビィ級（12型）と歩調を揃えたサン・ローラン級を建造したのち、1952年発注分はレスティゴーシュ級、1957年発注分はマッケンジー級と順次に改正を重ねつつ建造を継続し、1959年発注分では最終発達型としてのアナポリス級に至った。
一方、1960年にはトライバル級ミサイル・フリゲートの計画が発表された。これは4,000トン級、蒸気タービン主機を搭載し、艦首甲板に54口径127mm単装速射砲、そして艦尾甲板にターター・システムのミサイル発射機を搭載する防空艦であった。しかし1963年末、同級は、発注以前の段階でキャンセルされた。
その後、設計は対潜艦に修正され、1968年に発注された。これによって建造されたのが本級である。また防空艦の計画も順延されつつ進められており、1986年には、本級を防空艦として改修するTRUMP（Tribal Class Update and Modernization Project）が発動された。

## 設計

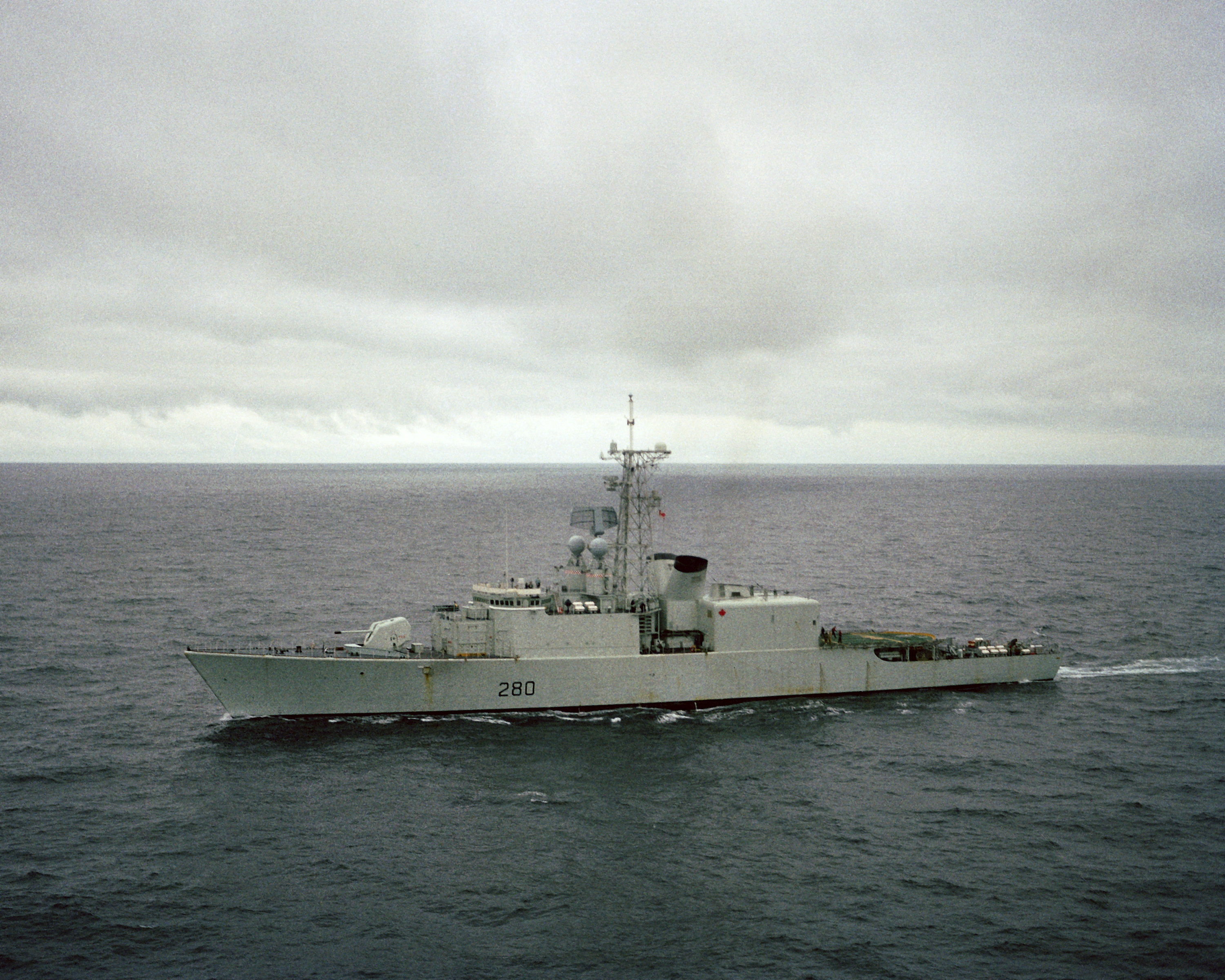
TRUMP改修前の「イロクォイ」

船体は新設計の長船首楼船型とされた。減揺装置としては、低速時の安定性を考慮して、減揺タンクが搭載されている。NBC防護を考慮して海水散布装置を設置したほか、エンクローズされたシタデル構造も導入された。煙突は、元々は2本煙突で、アンテナとの排気の干渉を避けるため、V字型に配置されていた。その後、TRUMP改修の際に1本煙突に改修され、赤外線放射の軽減措置も導入された。
上記の通り、最初期のトライバル級計画では蒸気タービン主機を搭載する予定だったが、改訂されたさいにガスタービンエンジンに変更された。巡航用としてプラット・アンド・ホイットニーFT12AH3（3,700馬力）、高速用として同社のFT4A2（25,000馬力）をCOGOG構成で組み合わせ、スイス製の二重減速機を介して5翼の可変ピッチ・プロペラを駆動する方式とされた。なお機関は艦橋からの遠隔操縦が導入されている。電源容量は2,750キロワットであった。
その後、TRUMP改修の際に巡航用エンジンはアリソン570KF（6,445馬力）に更新されたほか、出力1,000キロワットのディーゼル発電機も搭載され、電源容量は3,750キロワットとなった。また機関雑音の低減措置も強化された。高速用エンジンをゼネラル・エレクトリック LM2500に換装することも検討されたものの、これは実現しなかった。

## 装備 (DDH)

### C4ISR (DDH)
レーダーとしては、対空捜索用にSPS-501、低空警戒・対水上捜索用にMM/SPQ-2Dを搭載した。ソナーは、探信儀と可変深度ソナーを連動させたSQS-505のほか、海底捜索用としてSQS-501（英海軍162型）を搭載した。
本級では、HSA社のASWDS戦術状況表示装置およびリットン社のCCS-280戦術情報処理装置を搭載し、リンク 11の運用に対応した。また1982年には、アメリカ製のAN/WSC-3衛星通信装置が搭載され、OE-82アンテナ2基が設置された。
電子戦用としては、AN/WLR-1電波探知装置とAN/ULQ-6電波妨害装置、ネブワース/コーバス8連装デコイ発射機2基が搭載された。

### 武器システム (DDH)
艦砲としては、艦首甲板に54口径127mm単装速射砲を搭載し、Mk.60砲射撃指揮装置によって管制した。対空兵器としてはシースパロー個艦防空ミサイルが採用されており、艦橋直後両舷にWM-22射撃指揮装置、そして艦橋構造物前方両舷には4連装発射機が設置された。この4連装発射機はレイセオン・カナダ社によって開発された独自の装備で、普段は艦橋構造物前方の甲板室内に格納されており、使用時は両舷に向けて露出されるという隠顕式の構造になっていた。搭載弾数は32発であった。また1981年2月、「ヒューロン」ではレイセオン社の垂直発射型シースパローの試験を行なった。
本級の特徴のひとつが充実した艦載ヘリコプター運用能力で、シーキング哨戒ヘリコプター2機分の格納庫およびヘリコプター甲板を設置した。従来のヘリコプター搭載艦と同様、ヘリコプター甲板にはベアトラップ着艦拘束・機体移送装置を装備したが、ヘリコプター2機搭載に対応して、機体移送装置の軌条は2条敷設された。
一方、航空艤装の充実に伴い、対潜兵器は3連装のリンボーMk.10対潜迫撃砲1基と324mm3連装短魚雷発射管2基のみとされた。

## 装備 (DDG)

### C4ISR (DDG)
防空艦としての改装に伴ってレーダーは全て換装され、対空捜索用にSPQ-502（LW-08）、低空警戒・対水上捜索用にSPQ-501（DA-08/2LS）を搭載した。ソナーはこの時点では変更されなかったが、1998年より、SQS-510に更新された。
戦術情報処理装置は、UYQ-504およびUYQ-507電子計算機を用いたUYC-501 SHINPADSに更新された。またJOTS-IIIが搭載され、後にJMCISに更新された。SHF・UHF帯の衛星通信装置が搭載されたほか、商用のインマルサットも搭載した。
電波探知装置はSLQ-503（ラカル社CANEWS）に更新された。電波妨害装置も同社のラムセスに更新する予定だったが、これは実現せず、後にNULKA アクティブ・デコイの運用能力が付与された際に撤去された。デコイ発射機はプレッシー社のシールドに変更された。

### 武器システム (DDG)
艦首に搭載されていた54口径127mm単装速射砲は撤去され、ここにスタンダードSM-2MR用として、29セルのMk.41 VLSが収容された。誘導用の追尾レーダーとしては、DDH時代にWM-22が搭載されていた位置にSPG-501（STIR 1.8）が設置された。
艦橋前方に設置されていたシースパロー個艦防空ミサイルの発射機も撤去され、拡大された艦橋構造物の前端部には62口径76mm単装速射砲が設置された。その射撃指揮用としては、艦橋構造物上にLIROD-8が設置された。また格納庫上にはファランクス 20mm CIWSが設置された。対潜迫撃砲は撤去されたが、魚雷発射管は維持されている。またAN/SLQ-25 対魚雷デコイも搭載された。

## 諸元表
|            | ヘリコプター駆逐艦（新規建造時）                   | ミサイル駆逐艦（TRUMP改修後）                         |
| ---------- | -------------------------------------------------- | ----------------------------------------------------- |
| 満載排水量 | 4,200トン                                          | 5,300トン                                             |
| 全長       | 129.8 m                                            | 129.8 m                                               |
| 全幅       | 15.2 m                                             | 15.2 m                                                |
| 吃水       | 4.42 m                                             | 4.42 m                                                |
| 機関       | COGOG方式                                          | COGOG方式                                             |
| 機関       | P&W FT12-AH3ガスタービンエンジン×2基 （7,400 shp） | アリソン570-KFガスタービンエンジン×2基 （12,890 shp） |
| 機関       | P&W FT4A2ガスタービンエンジン×2基 (50,000 shp)     |                                                       |
| 機関       | 可変ピッチ・プロペラ×2軸                           |                                                       |
| 速力       | 29ノット以上                                       | 29ノット以上                                          |
| 航続距離   | 4,500海里 (20kt巡航時)                             | 4,500海里 (20kt巡航時)                                |
| 乗員       | 245名＋航空要員42名                                | 292名＋航空要員30名                                   |
| 武装       | 54口径127mm単装速射砲×1基                          | 76mm単装速射砲×1基                                    |
| 武装       | リンボーMk.10対潜迫撃砲×1基                        | ファランクス 20mm CIWS×1基                            |
| 武装       | シースパロー短SAM 4連装発射機×2基                  | Mk.41 VLS （29セル; SM-2MR SAM用）                    |
| 武装       | 324mm3連装短魚雷発射管×2基                         |                                                       |
| 艦載機     | シーキング哨戒ヘリコプター×2機                     | シーキング哨戒ヘリコプター×2機                        |
| C4I        | CCS-280戦術情報処理装置                            | SHINPADS戦術情報処理装置                              |
| C4I        | ASWDS戦術状況表示装置                              | SHINPADS戦術情報処理装置                              |
| レーダー   | SPS-501 対空捜索用                                 | SPQ-502 対空捜索用                                    |
| レーダー   | SPQ-2D 対空・対水上捜索用                          | SPQ-501 対空・対水上捜索用                            |
| FCS        | WM-22×2基 (短SAM用)                                | SPG-501×2基 (SAM用)                                   |
| FCS        | Mk.60×1基 (艦砲用)                                 | LIROD×1基 (艦砲用)                                    |
| ソナー     | SQS-505 艦首装備＋可変深度                         | SQS-510 艦首装備＋可変深度                            |
| 電子戦     | AN/WLR-1電波探知装置                               | SLQ-501電波探知装置                                   |
| 電子戦     | AN/ULQ-6電波妨害装置                               |                                                       |
| 電子戦     | コーバス8連装デコイ発射機×2基                      | シールド6連装デコイ発射機×4基                         |

## 同型艦
| 艦番号          | 艦名                         | 起工           | 進水            | 就役            | 退役           |
| --------------- | ---------------------------- | -------------- | --------------- | --------------- | -------------- |
| DDH-280 DDG-280 | イロクォイ HMCS Iroquois     | 1969年 1月15日 | 1970年 11月28日 | 1972年 7月29日  | 2015年 5月1日  |
| DDH-281 DDG-281 | ヒューロン HMCS Huron        | 1969年 6月1日  | 1971年 4月9日   | 1972年 12月16日 | 2005年 3月31日 |
| DDH-282 DDG-282 | アサバスカン HMCS Athabaskan | 1969年 6月1日  | 1970年 11月27日 | 1972年 9月30日  | 2017年 3月10日 |
| DDH-283 DDG-283 | アルゴンキン HMCS Algonquin  | 1969年 9月1日  | 1971年 4月23日  | 1973年 11月3日  | 2015年 6月11日 |

### 運用史
本級は、2010年代初頭には全艦が退役する計画となっており、2005年には、海軍の縮小によって運用人員を確保できなくなったことから、2番艦「ヒューロン」（HMCS Huron）が退役した。2015年には1番艦「イロクォイ」と4番艦「アルゴンキン」が退役し、最後まで現役であった3番艦「アサバスカン」も、2017年3月10日に退役した。現在、本級とハリファックス級フリゲートの一部艦を代替するカナダ水上戦闘艦 (Canadian Surface Combatant) の策定が進められている。